# Simón García (kolumbijski piłkarz)
Simón García Valero (ur. 11 stycznia 2005 w Ibagué) – kolumbijski piłkarz występujący na pozycji środkowego obrońcy, od 2023 roku zawodnik Atlético Nacional.